# Para siempre (House M. D.)
"Para siempre" (en inglés: "Forever") es el vigésimo segundo episodio de la segunda temporada de la serie estadounidense House. Fue estrenado el 9 de mayo de 2006 en Estados Unidos y el 12 de diciembre de 2006 en España.

## Sinopsis
Brent Mason se levanta temprano y se dirige al baño con un pequeño malestar mientras oye a su hijo llorar. Su esposa, Kara, llega con el bebé en brazos y le pide que no vaya a trabajar. Él dice que tiene un asunto importante que atender y sale, pero mientras baja las escaleras empieza a vomitar y da la vuelta. Cuando entra ve que su mujer ha sufrido una crisis en la bañera y el bebé está bajo el agua.
Kara y su bebé entran en urgencias. Chase ha pedido un traslado de servicio y atiende a ambos. Mientras, Wilson le cuenta a House que Cuddy le ha pedido una cita, pero no saben si lo que realmente quiere es consultarle algo relacionado con su salud. Por otra parte, Foreman vuelve al trabajo y está feliz de seguir vivo, por lo que su ambición profesional ha pasado a un segundo plano. House está muy escéptico.
Chase está en urgencias atendiendo al bebé de los Mason, Michael, cuando descubren que tiene falta de oxígeno. Al mismo tiempo, Cameron atiende a Kara mientras sufre un extraño ataque que le provoca espasmos. La mujer se tensa mientras la doctora le inyecta un catéter y la sangre sale a raudales. 
Los médicos se reúnen para analizar el caso y Chase sugiere que el litio puede causar todos los síntomas de la paciente. Foreman dice que se puede tratar de meningitis mielomatosa y a House le cuadra. Por otra parte, House está molesto porque Chase ha pedido un traslado y le pregunta por qué no quiere trabajar con él. Según Chase, necesita un descanso de los pacientes que siempre mienten. Uno de ellos estuvo a punto de costarle la vida a Foreman. House no le cree.
House también está intrigado con la cita que Cuddy ha pedido a Wilson. Le roba la papelera y analiza lo que ha tirado en ella. Entre los desperdicios encuentra el envase de un producto que se utiliza para combatir el cáncer. House dice que casualmente ha pedido una cita a un oncólogo en lugar de a otro médico del hospital. Puede que no se trate de una cita sino de una consulta. 
Cameron viene con los resultados de las pruebas de Kara, que dan negativo para meningitis pero demuestran que tiene una hemorragia en el cerebro. Foreman, que ha estado inspeccionando el apartamento de la familia, ha encontrado una botella de vodka escondida. Cameron cree que el alcoholismo está detrás de la enfermedad, pero Foreman apunta que la difícil situación económica que atraviesa la familia y la llegada del nuevo bebé ha podido causar un estrés psicológico que se manifiesta físicamente. House no toma en cuenta su diagnóstico y le dice que vaya a la habitación de Kara a inducirle un coma. Mientras Foreman sale tranquilamente a cumplir la orden, House se irrita porque el neurólogo no defiende su teoría. 
Brent lleva al bebé a la habitación de Kara antes de que le induzcan el coma. Ella pide perdón por lo que le ha hecho al niño. Fuera, Foreman informa a House de que la pareja se conoció en Alcohólicos Anónimos. En ese momento, House mira hacia la cama de Kara y ve que está en una postura rara y que el bebé ha desaparecido de la cuna. Corren hacia la cama y ven que la madre está tratando de asfixiar a su hijo. El bebé está inconsciente. Foreman le explica al padre que la falta de oxígeno ha causado problemas en los riñones. Kara le dice a Cameron que unas voces le mandaron hacerle eso al pequeño Michael. 
Wilson ha tenido su cita con Cuddy y está en su despacho haciendo un análisis. Ha robado la cuchara que utilizó la doctora y busca marcadores cancerígenos en su saliva. Más tarde, lleva los resultados a House y le dice que realmente han tenido una cita, ella no buscaba una consulta porque no hay rastros de cáncer en las pruebas. 
Chase informa a Brent que tienen que empezar a hacer diálisis al bebé porque su potasio está muy alto y si no hacen algo, sufrirá un infarto. Por su parte, Cameron y Foreman realizan una prueba del cerebro de Kara y descubren que baja su actividad. Esto, combinado con la rigidez muscular indica delirio encefalopático. 
El bebé sufre un ataque al corazón y Chase trata de reanimarlo. House y su equipo discuten sobre los síntomas y llegan a la conclusión de que el problema está en la pelagra. Los alcohólicos se alimentan mal y la falta de vitaminas puede dañar el cerebro y causar todos los síntomas que tiene Kara. Chase entra con la noticia de que el bebé ha muerto. 
Cuando Foreman le comunica a la madre que el bebé ha muerto, ella se desespera y empieza a vomitar sangre. Como a Kara no le pueden hacer una biopsia del estómago que le provocaría una hemorragia, House decide que se la hagan al niño, que tenía los mismos síntomas que su madre. House va a ver a Brent, que abraza el cuerpo sin vida del pequeño, y le acusa de no prestarle atención a su mujer y dejarla sola en casa cuando veía que las cosas se ponían difíciles. 
Chase tiene que hacer la biopsia del bebé, pero antes reza por el mostrando así que empieza a preocuparse por los pacientes. Descubre que la vellosidad de su intestino sufre una atrofia. Kara y el niño eran celíacos, su cuerpo no asimilaba el gluten. Cada vez que ingerían un alimento con gluten, sus intestinos se iban dañando hasta dejar de asimilar las vitaminas y los minerales. 
Mientras, House sigue pendiente de la doctora Cuddy. Ahora que sabe que no tiene cáncer, se dirige a su despacho. Ella está muy sorprendida porque le ha hecho pruebas sin su conocimiento. Él sabe que tiene los estrógenos altos. Eso quiere decir que se está sometiendo a un tratamiento de fertilidad. Ella le confiesa que está buscando un donante de esperma, no una pareja.
Kara tiene cáncer de estómago, pero rehúsa el tratamiento porque no puede soportar haber matado a su hijo.

## Diagnóstico
Tanto la madre como el hijo eran celíacos, lo que llevó a la madre a padecer pelagra y linfoma tipo Malt.